# Rebiya Kadeer
Rebiya Kadeer (uigur: رابىيه قادىر, Rabiyä Qadir, pronunciación [ˈrabɪjæ ˈqadɪr]; turco: Rabiya Kadir; chino simplificado: 热比娅•卡德尔; chino tradicional : 熱比婭•卡德爾; pinyin: Rèbǐyǎ Kǎdé'ěr) es una empresaria y activista política uigur, originaria de la región noroccidental de Xinjiang en la República Popular China. Actualmente reside en los Estados Unidos.

## Origen
Nació el 21 de enero de 1947, en la pobreza, pero su espíritu emprendedor la llevó a forjar un imperio multimillonario a partir de su trabajo en una lavandería y la fundación de pequeñas empresas en el sector textil, saltando posteriormente al negocio del mundo inmobiliario, así como también de restaurantes, construyó un centro comercial y empezó a dedicarse a la filantropía, promoviendo iniciativas de escolarización y capacitación de mujeres y niños uigures. Se le conoció como "La Millonaria" creándose así un nombre en su comunidad y en China, ganándose ante ese gobierno, como ejemplo de las posibilidades de éxito individual en el régimen comunista. 

## Vida política
Una vez llegada a la cumbre en lo personal, fue elegida para representar a su gente en la Conferencia Política del Pueblo, dejando de serlo en 1998; en 1999 fue encarcelada por – según las autoridades chinas - poner en peligro la seguridad nacional al enviarle recortes de prensa a su marido Sidik Rouzi, ferviente activista pro-independencia que cumplió penas de cárcel en la década de 1970 por sus posturas ideológicas y que por entonces residía en Estados Unidos. Por tal motivo, Kadeer fue a parar a la cárcel de mujeres de la Región Autónoma Uigur de Xinjiang. Fue puesta en libertad en 2005 por buen comportamiento y problemas de salud, justo antes de una visita a China de la por entonces Secretaria de Estado de EE. UU., Condoleezza Rice. Así logró reunirse con la mitad de su familia en Washington D. C., y ahora reside – como exiliada - en el estado de Virginia.
El Gobierno chino la considera una ciudadana traidora y autora intelectual de los enfrentamientos de julio de 2009, en la ciudad de Urumchi, que dejaron más de 150 muertos.
Desde los Estados Unidos, Kadeer denuncia la muerte y el maltrato de uigures por parte de la mayoritaria etnia han, señalamiento que es desacreditado por el Gobierno chino que la considera separatista e impulsora de la violencia y asociada con grupos terroristas musulmanes.
Kadeer dice luchar por los derechos civiles de su pueblo y la autodeterminación de los uigures, negando tener vínculos con el Movimiento Islámico del Turkestán Oriental, un grupo que se encuentra en la lista negra de organizaciones consideradas "terroristas" por Estados Unidos. Según ella, los uigures luchan en forma pacífica.
Desde Estados Unidos, Kadeer preside la Asociación Uigur Estadounidense (UAA, por sus siglas en inglés) y el Congreso Mundial Uigur, que reúne a medio centenar de grupos de uigures repartidos por el mundo.
Tiene 67 años y 11 hijos, cinco de los cuales aun permanecen en China y dos de ellos están presos. En 2006 fue candidata a Premio Nobel de la Paz.